# スモール イズ ビューティフル
『スモール イズ ビューティフル』（英：Small Is Beautiful: A Study of Economics As If People Mattered）は、1973年にイギリスの経済学者、エルンスト・フリードリッヒ・シューマッハーが執筆した、経済学に関するエッセイ集。エネルギー危機・仏教経済学などが説かれている。

## 概要
イギリス石炭公社の経済顧問であった著者は、来るエネルギー危機を本書で予言し、それは第一次石油危機として現実化した。また、大量消費を幸福度の指標とする現代経済学と、科学万能主義に疑問を投げかけ、自由主義経済下での完全雇用を提唱した。経済顧問として招かれたビルマで見た仏教徒の生き方に感銘を受け、仏教経済学を提唱した。先進国から途上国への技術支援のあり方として中間技術(適正技術)を提案している。

## エディション
- Small Is Beautiful: Economics As If People Mattered（Blond & Briggs, 1973）
- 『人間復興の経済』（斎藤志郎 (経済学者)訳、佑学社、1976年）
- 『スモール イズ ビューティフル』（小島慶三・酒井懋共訳、講談社学術文庫、1986年）
  - 『スモール イズ ビューティフル再論』（酒井懋訳、講談社学術文庫、2000年）

## 逸話
本書の題は、当初、『ふるさと派』となる予定だったが、原稿を読んだ編集者により「小さいことはすばらしい」との一文から、スモール イズ ビューティフルに決まった。